# Simberuna
Simberuna is een bestuurslaag in het regentschap Pakpak Bharat van de provincie Noord-Sumatra, Indonesië. Simberuna telt 519 inwoners (volkstelling 2010).